# 巽真悟
巽 真悟（たつみ しんご、1987年1月10日 - ）は、和歌山県東牟婁郡古座川町出身のプロ野球選手（投手）、野球指導者。

## 経歴

### プロ入り前
中学時代は外野手兼投手だったが、新宮高校2年時に本格的に投手に転向。
近畿大学への進学後は、関西学生野球で、2年時の春季リーグ戦から先発陣に入った。3年生だった2007年の春季リーグ戦では、4月8日の対京都大学戦で、初回先頭打者からの9者連続を皮切りに23奪三振をマーク。1試合最多奪三振のリーグ新記録を樹立すると、同年14日の対同志社大学戦ではノーヒットノーランを達成した。4年春の大学選手権は初戦で延長10回完投勝利、準決勝では優勝することになる東洋大を相手に10回を投げるがチームは敗戦。在学中には、リーグ戦で通算37試合に登板。19勝4敗、防御率2.22、178奪三振、4年春は最優秀選手、最優秀投手、ベストナイン獲得という好成績を残した。
2008年のNPBドラフト会議1巡目で、福岡ソフトバンクホークスから指名。最初に指名した大田泰示の独占交渉権を読売ジャイアンツとの指名重複による抽選で逃した末の再指名だったが、契約金1億円、年俸1,500万円（金額は推定）という条件で入団した。入団当初の背番号は20で、近畿大学からソフトバンクへ入団した投手は、竹岡和宏、甲藤啓介、大隣憲司に続いて4人目であった。

### ソフトバンク時代
2009年には、公式戦の開幕を二軍で迎えたが、ウエスタン・リーグ公式戦には20試合に登板。防御率は4.87ながら、通算投球イニング（105回1/3）と奪三振（80）はリーグトップ、勝利数（6）はリーグ2位だった。フレッシュオールスターゲームにも同リーグの監督推薦選手として出場すると、8月6日の対千葉ロッテマリーンズ戦（福岡Yahoo! JAPANドーム）9回表に、救援投手として一軍公式戦にデビュー。1イニングを投げたが、ソロ本塁打を浴びて1点を失っただけでシーズンを終えた。
2010年には、一軍公式戦の開幕から先発陣の一角を担ったが、シーズン全体ではわずか3試合の登板で0勝2敗。防御率が12.15にまで達したほか、通算投球イニング6回2/3で10四球を与えるほどの制球難で、ウエスタン・リーグ公式戦でも1勝を挙げただけにとどまった。
2011年には、3月に発足した三軍でシーズンをスタート。三軍最初の対外試合であった福岡大学との交流戦で先発を任されると、8回を投げて132球を費やしながらも、5安打無失点8奪三振という好投で三軍初の勝利投手になった。ウエスタン・リーグ公式戦では、21試合の登板で11勝(5敗)を挙げたことから、リーグ最多勝利のタイトルを獲得。一軍公式戦での登板機会はなかったが、一軍の日本シリーズ制覇によって出場
したアジアシリーズでは、オーストラリア代表のパース・ヒート戦で2番手投手として勝利を挙げた。シリーズ終了後には、球団からウインターリーグへの参加を打診されたが、固辞したうえで肉体改造に着手した。

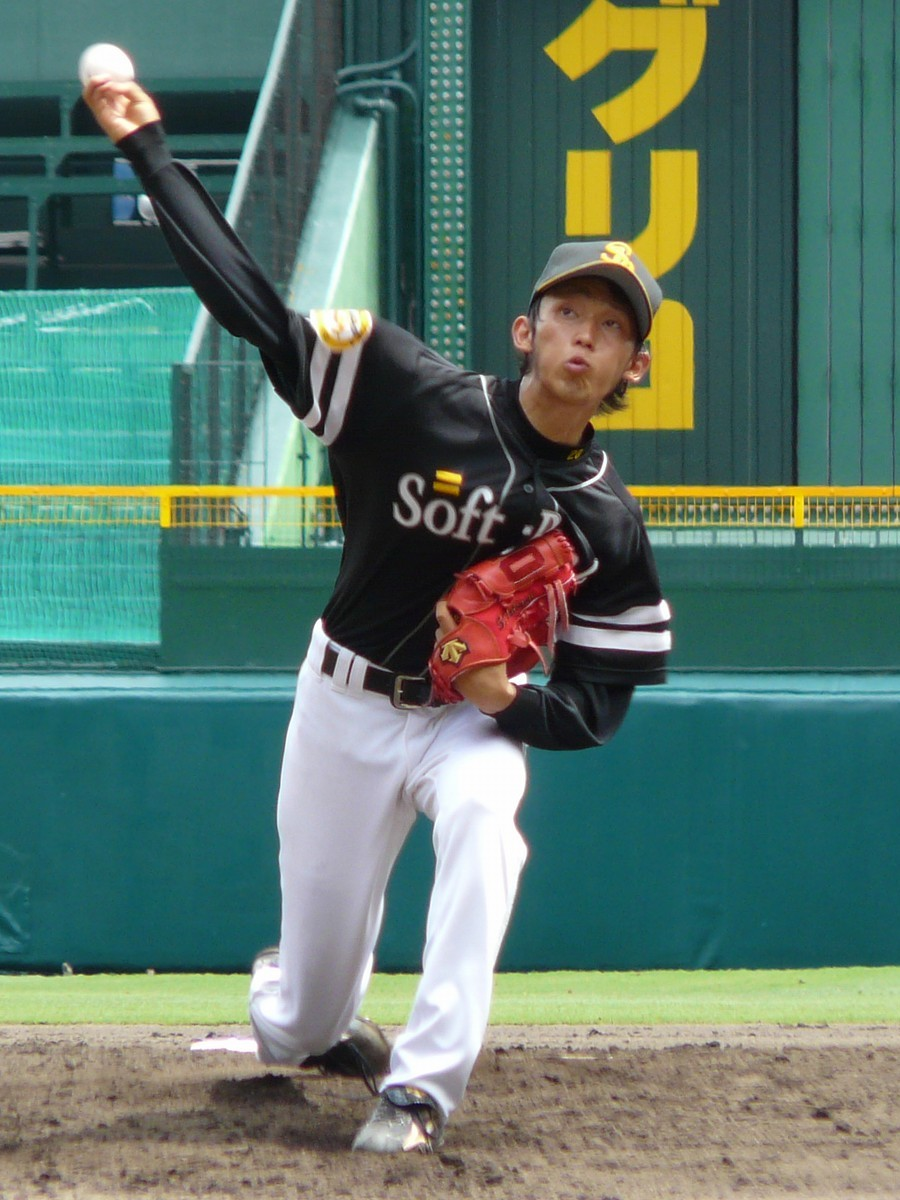
巽の投球フォーム（ソフトバンク時代　阪神甲子園球場にて）

2012年には、「プロに入ってからほとんど経験がなかった」という救援登板をオープン戦でこなした末に、公式戦の開幕を一軍で迎えた。4月11日の対北海道日本ハムファイターズ戦では、先発投手のレニエル・ピントが6点を失った末に3回表の1死で降板したことを受けて、7回表の終了まで敗戦処理扱いで登板。その間に26人の打者と対戦したが、102球を投げて11被安打、4与四球、8失点という乱調で、稲葉篤紀には満塁本塁打と3点本塁打を浴びた。翌12日からの二軍調整を経て、5月4日の対東北楽天ゴールデンイーグルス戦（いずれもヤフードーム）で一軍公式戦でのシーズン初先発を果たしたが、自身の暴投や失策などで4回表までに5点を失った末に敗戦投手になった。結局、一軍公式戦では4試合に登板しただけで、0勝1敗、防御率8.74と振るわなかった。ウエスタン・リーグの公式戦では、自身3度目の最終規定投球回到達を果たすとともに、5勝2敗1セーブ、防御率3.00をマーク。7月26日の対オリックス・バファローズ戦（北神戸あじさいスタジアム）では、二軍の野手不足から「9番・指名打者」としてスタメンに起用されたばかりか、フル出場で3打数1安打1四球1犠打という成績を残した。
2013年には、ウエスタン・リーグ公式戦8試合の登板で、4勝1敗、防御率2.31をマーク。一軍公式戦には6試合に登板（3試合に先発）すると、防御率を4.58にとどめるなどの進境を見せたが、初勝利までには至らなかった。
2014年には、2006年までソフトバンクで背番号20を着用していた寺原隼人が国内FA権の行使を経てオリックスから復帰したことに伴って、背番号を25に変更。ウエスタン・リーグ公式戦では、26試合の登板で2勝4敗、防御率3.45を記録したが、一軍公式戦での登板は3試合にとどまった。
2015年には、8月11日の対オリックス・バファローズ17回戦（福岡Yahoo! JAPANドーム）で、4点ビハインドの9回表に救援で登板。1イニングを無失点で凌ぐと、その裏に柳田悠岐が逆転サヨナラ本塁打を放ったことによって、一軍公式戦での初勝利を記録した。一軍公式戦全体では、自己最多の7試合に登板。1勝1ホールドを挙げたが、防御率は8.31にまで達した。ウエスタン・リーグ公式戦では30試合の登板で、1勝3敗ながら、防御率2.95と4セーブを記録した。
2016年には、ウエスタン・リーグ公式戦で、中継ぎ要員として38試合に登板。4勝1敗、防御率2.72という成績を残した。しかし、5年振りに一軍公式戦での登板機会がなく、10月22日に球団から戦力外通告を受けた。巽自身は、NPB他球団での現役続行を希望していたことから、11月12日に12球団合同トライアウト（阪神甲子園球場）に参加。シートバッティング形式で打者3人と対戦すると、参加42投手では最も速い148km/hのストレートを投じるとともに、1与四球1奪三振という結果を残した。しかし、NPB他球団から獲得のオファーを受けるに至らず、いったん現役を引退した。

### ソフトバンク退団後
現役時代に個人で契約していたメンタルトレーナーからの紹介で、ベースボール・チャレンジ・リーグに加盟する栃木ゴールデンブレーブスの親会社でもある人材派遣会社のエイジェックへ2017年1月に入社。元プロアスリートによるセカンドキャリア形成の支援を目的に採用した社員の第1号で、入社後は、派遣社員登録希望者への面接やロッテの本拠地・ZOZOマリンスタジアムに関連する業務（入場券の確認業務に携わるアルバイトへの指示など）を担当した。その一方で、NPB他球団での現役復帰を目標にトレーニングを続行。同年11月15日の12球団合同トライアウト（MAZDA Zoom-Zoom スタジアム広島）に再び参加。4人の打者と対戦したが、1被本塁打1与四球と振るわず、エイジェックも退社した。
2018年には、5月15日からパーソナルトレーナーとして活動。
また、体格の大きいアスリート向けのファッションブランドを立ち上げる計画を進めていた。

### BCリーグ・栃木へ
2019年3月1日、ベースボール・チャレンジ・リーグの栃木ゴールデンブレーブスの投手コーチへ就任したことが発表された。
2021年1月13日、球団よりコーチ退任が発表され、栃木を退団した。

### 社会人での現役復帰
栃木からの退任が発表される前の2020年12月15日、来季から社会人野球参入を目指す株式会社日本晴れの硬式野球部・Nbuy硬式野球部のトライアウトを受験した。2021年より同チームに所属し、選手兼任コーチとして現役復帰を果たした。

### BCリーグ・茨城へ
2022年2月3日、BCリーグの茨城アストロプラネッツに選手兼任投手コーチとして入団することが発表された。背番号は66。コーチを務めながら2022年は28試合、2023年は26試合に登板した。2シーズンが経過した2024年1月25日、選手兼任のまま監督に就任することが発表された。

## 選手としての特徴・人物
ストレートとキレのある縦のスライダーを武器に、カーブ、チェンジアップ、カットボール、ツーシームも投げ分ける本格派。大学時代には、ストレートで最速149km/hを計測した。その一方で、不調に陥ると投球フォームが崩れるため、投球内容は安定しなかった。2021年に社会人野球選手として現役復帰した際にも、球速は140km/h超を維持している。
自身と同じ和歌山県の出身で、西武のエースとして活躍した右腕投手・西口文也に細身の体格や投球フォームが似ていることから、現役時代には「西口二世」と呼ばれていた。ストレートが最速で142km/hを計測していた高校時代には、新宮高校の先輩でもある藪恵壹と同じくスライダーを武器にしていたことから、「藪二世」として報じられたこともある。
足も速く、大学時代は塁に出ると盗塁のサインも出されていた。ソフトバンク時代の2015年5月6日には、投手として阪神タイガースとのウエスタン・リーグ公式戦（県営八代運動公園）へ帯同していたところ、8回裏の攻撃中に打者の張本優大が頭部に死球を受けて退場。この時点でチームがベンチ登録の野手を使い切っていたことから、巽が張本の代走に急遽起用された。この時は得点には至らなかったものの、三塁まで進んでいる。

## 詳細情報

### 年度別投手成績
| 年 度     | 球 団        | 登 板 | 先 発 | 完 投 | 完 封 | 無 四 球 | 勝 利 | 敗 戦 | セ 丨 ブ | ホ 丨 ル ド | 勝 率 | 打 者 | 投 球 回 | 被 安 打 | 被 本 塁 打 | 与 四 球 | 敬 遠 | 与 死 球 | 奪 三 振 | 暴 投 | ボ 丨 ク | 失 点 | 自 責 点 | 防 御 率 | W H I P |
| --------- | ------------ | ----- | ----- | ----- | ----- | -------- | ----- | ----- | -------- | ----------- | ----- | ----- | -------- | -------- | ----------- | -------- | ----- | -------- | -------- | ----- | -------- | ----- | -------- | -------- | ------- |
| 2009      | ソフトバンク | 1     | 0     | 0     | 0     | 0        | 0     | 0     | 0        | 0           | ----  | 5     | 1.0      | 1        | 1           | 1        | 0     | 0        | 1        | 0     | 0        | 1     | 1        | 9.00     | 2.00    |
| 2010      | ソフトバンク | 3     | 2     | 0     | 0     | 0        | 0     | 2     | 0        | 0           | .000  | 36    | 6.2      | 7        | 2           | 10       | 0     | 0        | 4        | 1     | 0        | 9     | 9        | 12.15    | 2.58    |
| 2012      | ソフトバンク | 4     | 1     | 0     | 0     | 0        | 0     | 1     | 0        | 0           | .000  | 62    | 11.1     | 18       | 2           | 7        | 0     | 2        | 5        | 3     | 0        | 13    | 11       | 8.74     | 2.21    |
| 2013      | ソフトバンク | 6     | 3     | 0     | 0     | 0        | 0     | 1     | 0        | 0           | .000  | 87    | 19.2     | 20       | 1           | 8        | 0     | 2        | 18       | 2     | 1        | 10    | 10       | 4.58     | 1.42    |
| 2014      | ソフトバンク | 3     | 0     | 0     | 0     | 0        | 0     | 0     | 0        | 0           | ----  | 11    | 2.1      | 4        | 0           | 1        | 0     | 0        | 3        | 0     | 0        | 2     | 2        | 7.71     | 2.14    |
| 2015      | ソフトバンク | 7     | 0     | 0     | 0     | 0        | 1     | 0     | 0        | 0           | 1.000 | 61    | 13.0     | 15       | 3           | 8        | 0     | 0        | 8        | 1     | 0        | 12    | 12       | 8.31     | 1.77    |
| 通算：6年 | 通算：6年    | 24    | 6     | 0     | 0     | 0        | 1     | 4     | 0        | 0           | .200  | 262   | 54.0     | 65       | 9           | 35       | 0     | 4        | 39       | 7     | 1        | 47    | 45       | 7.50     | 1.85    |

### 記録
初記録
- 初登板：2009年8月6日、対千葉ロッテマリーンズ15回戦（福岡Yahoo! JAPANドーム）、9回表に4番手で救援登板・完了、1回1失点
- 初奪三振：同上、9回表に西岡剛から見逃し三振
- 初先発：2010年3月31日、対埼玉西武ライオンズ2回戦（西武ドーム）、3回2/3を6失点で敗戦投手
- 初勝利：2015年8月11日、対オリックス・バファローズ17回戦（福岡Yahoo! JAPANドーム）、9回表に4番手登板・完了、1回無失点

その他の記録
- 初登板で対戦した第一打者に被本塁打：上記の「初登板」の項を参照、9回表無死に塀内久雄に右中間ソロ ※史上57人目（パ・リーグ31人目）

### 独立リーグでの年度別投手成績
| 年 度     | 球 団     | 登 板 | 先 発 | 完 投 | 完 封 | 無 四 球 | 勝 利 | 敗 戦 | セ 丨 ブ | ホ 丨 ル ド | 勝 率 | 打 者 | 投 球 回 | 被 安 打 | 被 本 塁 打 | 与 四 球 | 敬 遠 | 与 死 球 | 奪 三 振 | 暴 投 | ボ 丨 ク | 失 点 | 自 責 点 | 防 御 率 | W H I P |
| --------- | --------- | ----- | ----- | ----- | ----- | -------- | ----- | ----- | -------- | ----------- | ----- | ----- | -------- | -------- | ----------- | -------- | ----- | -------- | -------- | ----- | -------- | ----- | -------- | -------- | ------- |
| 2022      | 茨城      | 28    | 1     | 0     | 0     | 0        | 4     | 1     | 0        | 0           | .800  | 163   | 36.1     | 47       | 3           | 10       | -     | 2        | 34       | 0     | 0        | 22    | 18       | 4.46     | 1.57    |
| 2023      | 茨城      | 26    | 0     | 0     | 0     | 0        | 1     | 3     | 0        | 0           | .250  | 115   | 24.1     | 26       | 5           | 10       | -     | 3        | 17       | 1     | 0        | 19    | 12       | 4.44     | 1.48    |
| 2024      | 茨城      | 12    | 0     | 0     | 0     | 0        | 0     | 0     | 0        | 0           | .000  | 55    | 12.1     | 14       | 0           | 5        | -     | 2        | 14       | 2     | 0        | 2     | 2        | 1.46     | 1.50    |
| 通算：3年 | 通算：3年 | 66    | 1     | 0     | 0     | 0        | 5     | 4     | 0        | 0           | .556  | 333   | 72.3     | 87       | 8           | 25       | -     | 7        | 65       | 3     | 0        | 43    | 32       | 3.98     | 1.55    |

- 2024年度シーズン終了時

### 背番号
- 20（2009年 - 2013年）
- 25（2014年 - 2016年）
- 99（2019年 - 2020年）
- 66（2022年 - ）

### 登場曲
- 「GENERATION」EXILE
- 「マダオワラナイ」清水翔太